# Мовсес Хоренаци
Мовсес Хоренаци (на арменски: Մովսէս Խորենացի) е арменски историк, наречен с основание „Баща на арменската историография“.

## Биография
Роден е около 410 г. в село Хорен. Счита се, че е починал около 490 г. Когато е 20-25-годишен, завършва училището, създадено от католикос Сахак Партев (Исак Партянина) и Месроб Машдоц и в 434 г. с други техни ученици заминава за Александрия, за да продължи образованието си. Пътьом посещава и град Едеса, най-големият културен център в Северна Месопотамия, където се запознава с богатия тамошен архив. В Александрия младият Мовсес изучава реторика, граматика и други науки, както и посещава школата на патриарх Кирил Александрийски. При връщането си в родината Мовсес и съучениците му са посрещнати хладно, защото са гръцки възпитаници, а по това време в Армения се дава предпочитание на сирийските „кадри“. Но това не се оказва пречка за Мовсес Хоренаци да се занимава активно с книжовна и научна дейност.
Мовсес Хоренаци завършва своя труд около 482 г., малко преди смъртта на марзпан (наместник на персийския шахиншах) Сахак Багратуни, меценат и възложител на „История на арменците“ (заглавието може да се преведе и като „История на Армения“, и като „Арменска история“). Книгата на великия Мовсес се появява неслучайно. Нейното написване е продиктувано в немалка степен от политическите реалности в Армения по онова време. През 387 г. страната е разделена между римляните и персите. Западната част (римската) почти веднага е организирана като провинция, докато в по-голямата, източната, персите запазват до 428 г. властта на династията Аршакуни (Аршакидите). След тази дата Източна Армения е превърната в марзпанство начело с марзпан, който до VI век е избиран сред арменските нахарари. Арменският народ, въпреки създаването на арменската азбука от свети Месроб Машдоц около 406 – 407 г. (по традиция е приета датата 405 г.) и превеждането на богослужебните книги, се оказва заплашен от постепенна асимилация. В такава обстановка Мовсес Хоренаци замисля и написва историята си, която цели да повдигне и съхрани духа на арменския народ. Затова отдавна е казано, че двата щита, изковани през V век и опазили арменския народ, са азбуката на Месроб Машдоц и историята на Мовсес Хоренаци и останалите бележити историци от същото столетие.
Другото основание Мовсес Хоренаци да бъде считан за баща на арменската историография, е мащабът на неговата история. Той си поставя амбициозната цел да напише история на своя народ от най-древни времена до негово време. И според силите си и възможностите на своята епоха той се справя блестящо с тази нелека задача. Мовсес използва източници от най-разнообразно естество – като се започне от народните предания и митология и се стигне до сериозни исторически съчинения. Самият Хоренаци отбелязва, че е имал възможност да ползва стария партски архив в Ниневия (твърдение, което днес се приема с резерви), но е предпочел гръцките историци като по-достоверни. Като източници Мовсес използва книгите на Херодот, Платон, Аристотел, Йосиф Флавий, Евагрий Антиохийски, Климент Александрийски, Диодор Сицилийски, Аристон от Пела и дори Омир. Като източници Хоренаци е имал на разположение и „Храмовите истории“ на Олюмп (Олимпий), арменски жрец на бог Арамазд, съчиненията на арменския цар-историк Артавазд. Особено важно място в „научния апарат“ на Мовсес заемат сирийските автори, което е разбираемо, като се има предвид, че през IV–V век арменският интелектуален и църковен живот са под силно сирийско влияние. Такива сирийски автори са гностикът Бардацан, Лебубна и особено Мар Абас Катина, живял през II век. Него Хоренаци нарича почтително „стареца Мар Абас Катина“. От Мар Абас Катина той черпи и сведенията си за заселването на българите на Вунд в Горен Басеан.
„История на арменците“ на Мовсес Хоренаци по своя обхват наистина му отрежда почетното място сред арменските историци. Тя съдържа не само изобилни исторически факти, но и множество сведения от географски, митологичен, фолклорен и прочее характер. Написана не само с голямо старание, но и с много родолюбие, историята на Мовсес служи като основа на всички следващи автори и е незаменим извор за древността на арменския народ. Структурно историята на Мовсес Хоренаци е разделена на 3 големи части. Първата обхваща времето от дълбока древност до времето на Александър Македонски. В нея изобилстват митовете и преданията и често е трудно да се отдели фантазията от реалното. Втората част от историята включва периода между Александър Македонски и приемането на християнството, което е отправната хронологична точка, от която започва третата част от историята.